# Vilma Bánky
Vilma Bánky (9 janvier 1901 - 18 mars 1991) est une actrice du cinéma muet américaine, originaire de Hongrie.

## Biographie

### Débuts en Europe
Née Vilma Bánky Koncsics à Nagydorog, alors en Autriche-Hongrie, elle fait ses premiers pas au cinéma en 1919 dans une production allemande Im letzten Augenblick de Carl Boese.
Quand Samuel Goldwyn, de passage à Budapest en 1925, remarque cette jolie blonde aux yeux violets, la carrière de Vilma Bánky est déjà bien lancée en Europe. Elle a tourné dans des productions hongroises, allemandes, autrichiennes et françaises. Elle obtient un contrat de cinq ans avec la toute nouvelle Metro-Goldwyn-Mayer et part s'installer à Hollywood.

### Hollywood
Elle tourne dans L'Ange des Ténèbres (1925) de George Fitzmaurice, son premier film américain, aux côtés de Ronald Colman qui sera par la suite son partenaire dans quatre autres films.
En 1926, Henry King exploite parfaitement la complémentarité de ce nouveau duo dans Barbara, fille du Désert  et lance ce qui deviendra l'un des couples les plus romantiques des années 1920.
Le couple Bánky-Colman fonctionne si bien à l'écran que Goldwyn invente une liaison à la ville pour ses deux stars.
Mais l'actrice annonce bientôt publiquement ses fiançailles puis son mariage avec l'acteur Rod La Rocque qu'elle épouse en juin 1927.
Ce mariage est l'occasion d'une fête somptueuse mise en scène par la Metro-Goldwyn-Mayer, fête qui est restée dans toutes les mémoires de cette époque à Hollywood.
Elle restera son épouse durant quarante-deux ans  jusqu'à la mort de celui-ci en 1969.
L'année 1928 marque un tournant dans la carrière de la « Rhapsodie hongroise », comme on la surnomme à Hollywood.
Après le succès de Two Lovers de Fred Niblo - véritable mélo où le duo fait merveille - les choses se compliquent avec l'avènement du cinéma parlant.
C'est un vrai problème pour Vilma qui parle anglais avec un fort accent hongrois.
Goldwyn la somme de parler correctement ou de partir.
Alfred Santell parvient dans This is Heaven (1929) a contourner la difficulté en faisant jouer à l'actrice le rôle d'une employée de restaurant immigrée hongroise.
Cependant, la carrière de Vilma s'essouffle rapidement.
Elle part tourner en Allemagne The Rebel (1932) qui sera son dernier film.

### Retraite dorée et fin de vie
Loin des plateaux de tournage, elle reste néanmoins active. Avec son mari, elle fonde The Banky-La Rocque Foundation, un fonds destiné à l'éducation des enfants.
C'est une passionnée de golf qui se confronte régulièrement à de grands joueurs.
À la fin de sa vie, elle s'isole, refusant les contacts avec ses fans ou les journalistes.
Elle meurt à Los Angeles en 1991 à l'âge de 90 ans. 
Elle est incinérée et ses cendres sont dispersées en mer.
Son décès n'a été publiquement révélé qu'en 1992.

## Filmographie partielle

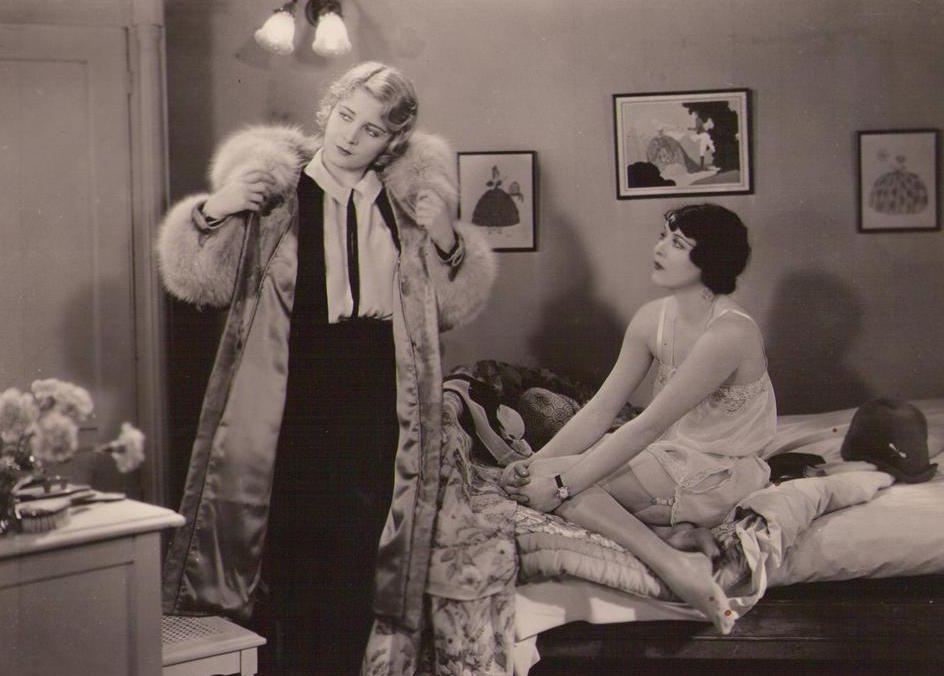
Vilma Banky et Fritzi Ridgeway dans une scène de This is Heaven (1929).

- 1919 : Im Letzten Augenblick de Carl Boese
- 1924 : Le Roi du cirque (Max, der Zirkuskönig) d'Édouard-Émile Violet et Max Linder
- 1925 : L'Ange des ténèbres (The Dark Angel) de George Fitzmaurice
- 1925 : L'Aigle noir (The Eagle) de Clarence Brown : Mascha Troekouroff
- 1926 : La Conquête de Barbara Worth (The Winning of Barbara Worth) de Henry King
- 1926 : Le Fils du cheik (The Son of the Sheik) de George Fitzmaurice
- 1927 : The Night of love de George Fitzmaurice
- 1927 : La Flamme d'amour (The Magic Flame) de Henry King
- 1928 : Le Masque de cuir (Two Lovers) de Fred Niblo
- 1928 : L'Innocente (The Awakening) de Victor Fleming
- 1929 : La Princesse et son taxi (This is Heaven) d'Alfred Santell
- 1930 : Le Désir de chaque femme (A Lady to love) de Victor Sjöström
- 1933 : The Rebel d'Edwin H. Knopf et Luis Trenker